# Assiniboine 76
Assiniboine 76 är ett reservat i Kanada.   Det ligger i provinsen Saskatchewan, i den sydöstra delen av landet, 2 100 km väster om huvudstaden Ottawa.
Trakten runt Assiniboine 76 består till största delen av jordbruksmark. Runt Assiniboine 76 är det ganska glesbefolkat, med 32 invånare per kvadratkilometer.